# Восстание Семёновского полка
Восстание лейб-гвардии Семёновского полка Российской императорской гвардии против аракчеевского начальства (так называемая «Семёновская история») произошло в 1820 году в Санкт-Петербурге и закончилось раскассированием (переформированием) полка.

## Предыстория
Семёновский лейб-гвардии полк был любимым полком Александра I, шефом которого он был ещё до вступления на престол. Солдаты и офицеры полка были весьма привязаны к своему командиру Я. А. Потёмкину, назначенному командовать полком во время Отечественной войны 1812 года. Вот как об этом вспоминал Ф. Ф. Вигель:

При поведении совершенно неукоризненном, общество офицеров этого полка почитало себя образцовым для всей гвардии. Оно составлено было из благовоспитанных молодых людей, принадлежащих к лучшим, известнейшим дворянским фамилиям. Строго соблюдая законы чести, в товарище не потерпели бы они ни малейшего пятна на ней. Сего мало: они не курили табаку, даже между собою не позволяли себе тех отвратительных, непристойных слов, которые сделались принадлежностию военного языка. Если которого из них увидят в Шустерклубе, на балах Крестовского острова или в каком-нибудь другом подозрительном месте, из полку общим приговором был он изринут. Они составляли из себя какой-то рыцарский орден, и все это в подражание венчанному своему шефу. Их пример подействовал и на нижние чины: и простые рядовые возымели высокое мнение о звании телохранителей государевых. Семеновец в обращении с знакомыми между простонародья был несколько надменен и всегда учтив. С такими людьми телесные наказания скоро сделались ненужны. Всё было облагорожено так, что, право, со стороны любо-дорого было смотреть.

## Развитие событий
Весной 1820 года великий князь Михаил Павлович и граф А. А. Аракчеев добились перемещения Потёмкина, представив его Александру I «неспособным, по излишнему мягкосердию, командовать полком». На его место был назначен ставленник Аракчеева по имени Фёдор Шварц.
Солдаты роты Его Величества, недовольные непомерной строгостью и взыскательностью нового полкового командира, собрались вечером 16 октября, самовольно «вышли на перекличку», отказались идти в караул, требовали ротного командира и не хотели расходиться, несмотря на увещания начальства; тогда эта рота была окружена двумя ротами лейб-гвардии Павловского полка и посажена в Петропавловскую крепость.
Остальные роты решили заступиться за товарищей и выказали непослушание явившемуся высшему начальству, потребовали освобождения товарищей из-под ареста или отправить в крепость весь полк. Начальство приняло второй вариант. Под конвоем казаков, без оружия, полк проследовал в Петропавловскую крепость.
Эти события, продолжавшиеся четыре дня, произошли в отсутствие государя, который тогда находился на конгрессе в Троппау. Распоряжения исходили от комитета, составившегося из Санкт-Петербургского генерал-губернатора Милорадовича, генералов Васильчикова и Закревского.
О событиях в полку каждые полчаса слались со специальными нарочными донесения Милорадовичу, «все меры для сохранности города были взяты. Через каждые полчаса, — вспоминает современник событий, — (сквозь всю ночь) являлись квартальные [в штаб-квартиру Милорадовича], через каждый час частные пристава привозили донесения изустные и письменные… отправляли курьеров, беспрестанно рассылали жандармов, и тревога была страшная…». К государю с донесением был послан Чаадаев, адъютант командира гвардейского корпуса (после этого поручения он подал в отставку). Полк был усмирен, «государева рота» загнана в Петропавловку.

## Наказание
«…Нижние чины, — вспоминал И. Д. Якушкин, — были развезены по разным крепостям Финляндии; потом многие из них были прогнаны сквозь строй, другие биты кнутом и сосланы в каторжную работу, остальные посланы служить без отставки, первый батальон — в сибирские гарнизоны, второй и третий размещены по разным армейским полкам. Офицеры же следующими чинами все были выписаны в армию с запрещением давать им отпуска и принимать от них просьбу в отставку; запрещено было также представлять их к какой бы то ни было награде». Четверо из офицеров были отданы под суд; «при этом, — как пишет Якушкин, — надеялись узнать у них что-нибудь положительное о существовании Тайного общества».
Комитет отправил все роты полка (кроме государевой, оставленной до времени в крепости) в Кронштадт, откуда их развезли в приморские крепости Финляндии. 2 ноября 1820 г. состоялся в Троппау высочайший приказ по армии о раскассировании Семёновского полка: как офицеры, так и нижние чины были переведены в различные полки армии. Был установлен секретный полицейский надзор за офицерами полка, солдатам по окончании службы было отказано в отставке. Военному суду были преданы: капитан Н. И. Кашкаров, полковник И. Ф. Вадковский, майор И. Д. Щербатов, отставной полковник Д. П. Ермолаев.

## Последствия восстания
Новый Семёновский полк был сформирован 12.12.1820 года из офицеров и нижних чинов 1, 2 и 3 гренадерских дивизий и получил права молодой гвардии; лишь в 1823 г. он был восстановлен в своих прежних правах. Полковой командир Фёдор Шварц и рота Его Величества были преданы военному суду. Шварца обвиняли в том что он вызвал возмущение своим суровым обращением с нижними чинами, поздно водил в церковь, строго наказывал даже имевших знаки отличия, не отпускал нижних чинов на вольные работы, производил слишком частые учения и т. п.; он был отставлен от службы. Зачинщики из нижних чинов были наказаны шпицрутенами и сосланы в каторжные работы. Это происшествие способствовало повороту правительства на путь реакции.
«С конгресса в Троппау, — писал один из современников, — по мнению моему, начинается обратное движение всей европейской политики и довольно крутой перелом в политике Александра». «Убеждения князя Меттерниха, — добавляет он, — восторжествовали».
«После семёновской истории, — пишет Якушкин, — император Александр поступил совершенно под влияние Меттерниха… В 22-м году, по возвращении в Петербург, первым распоряжением правительства было закрыть масонские ложи… со всех служащих были взяты расписки, что они не будут принадлежать к тайным обществам…»